# 加登城 (密蘇里州)
加登城（英語：Garden City）是位於美國密蘇里州卡斯縣的城市。

## 人口
根據2020年美國人口普查的數據，加登城的面積為6.50平方千米，當中陸地面積為6.40平方千米，而水域面積為0.10平方千米。當地共有人口1629人，而人口密度為每平方千米251人。